# Pioneer (Floride)
Pour les articles homonymes, voir Pioneer.
Pioneer est une census-designated place du comté de Hendry, dans l'État de Floride, aux États-Unis,. En 2020, elle compte une population de 752 habitants.